# تمام چیزی که می‌خواهم (فیلم)
تمام چیزی که می‌خواهم (به انگلیسی: All I Want) یا هفده را امتحان کنید (به انگلیسی: Try Seventeen) فیلمی محصول سال ۲۰۰۲ و به کارگردانی جفری پورتر است. در این فیلم بازیگرانی همچون الایجا وود، فرانکا پوتنته، مندی مور، الیزابت پرکینز، دبی هری و کریس ویلیام مارتین ایفای نقش کرده‌اند.